# Neferefra
Neferefra (Raneferef) je bio egipatski faraon, vladar 5. dinastije, koji je pomalo tajnovit. Njegovo ime znači "Lijep je Ra". Bio je stariji sin faraona Neferirkare Kakaija i kraljice Kentkaues II., te je vladao Egiptom barem dvije godine. Sagradio je hram Sunca Hotep-Ra. Nikad se nije ženio niti je imao djecu. 
Uobičajeno se smatra da je bio nasljednik svog oca. Moguće je da je prije njega vladao tajanstveni Šepseskara Isi, premda je Miroslav Verner zaključio da je Šepseskara vladao nakon Neferefre. Službenik iz 5. dinastije, Kau-Ptah, nabraja kraljeve, ali nigdje ne spominje Šepseskaru, što bi značilo da je on bio dosta nevažan. Isti službenik spominje da je živio tijekom vladavine Neferefre.
Nakon što je umro, Neferefra je bio pokopan u Abusiru. Umro je u ranim dvadesetim godinama svog života. 
Kako god bilo, Neferefrin mlađi brat je došao na prijestolje. Njegovo je ime bilo Njuserra Ini.

## Vanjske poveznice i izvori
- Miroslav Verner, Archaeological Remarks on the 4th and 5th Dynasty Chronology
- Ekipatski kraljevi - Neferefra (engl.)
- Neferefra: Kraljevi 5. dinastije (engl.)
- Faraoni 5. dinastije (engl.)